# Biblioteca degli Uffizi
La Biblioteca degli Uffizi si trova nei locali restaurati della ex Biblioteca Magliabechiana, all'interno degli Uffizi. Prima di essere qui trasferita occupava i locali del fabbricato vasariano che in origine costituivano il ridotto del Teatro mediceo. L'inaugurazione è avvenuta nel dicembre 1998. Il catalogo è automatizzato dal 1996 nell'ambito della banca dati Iris. 

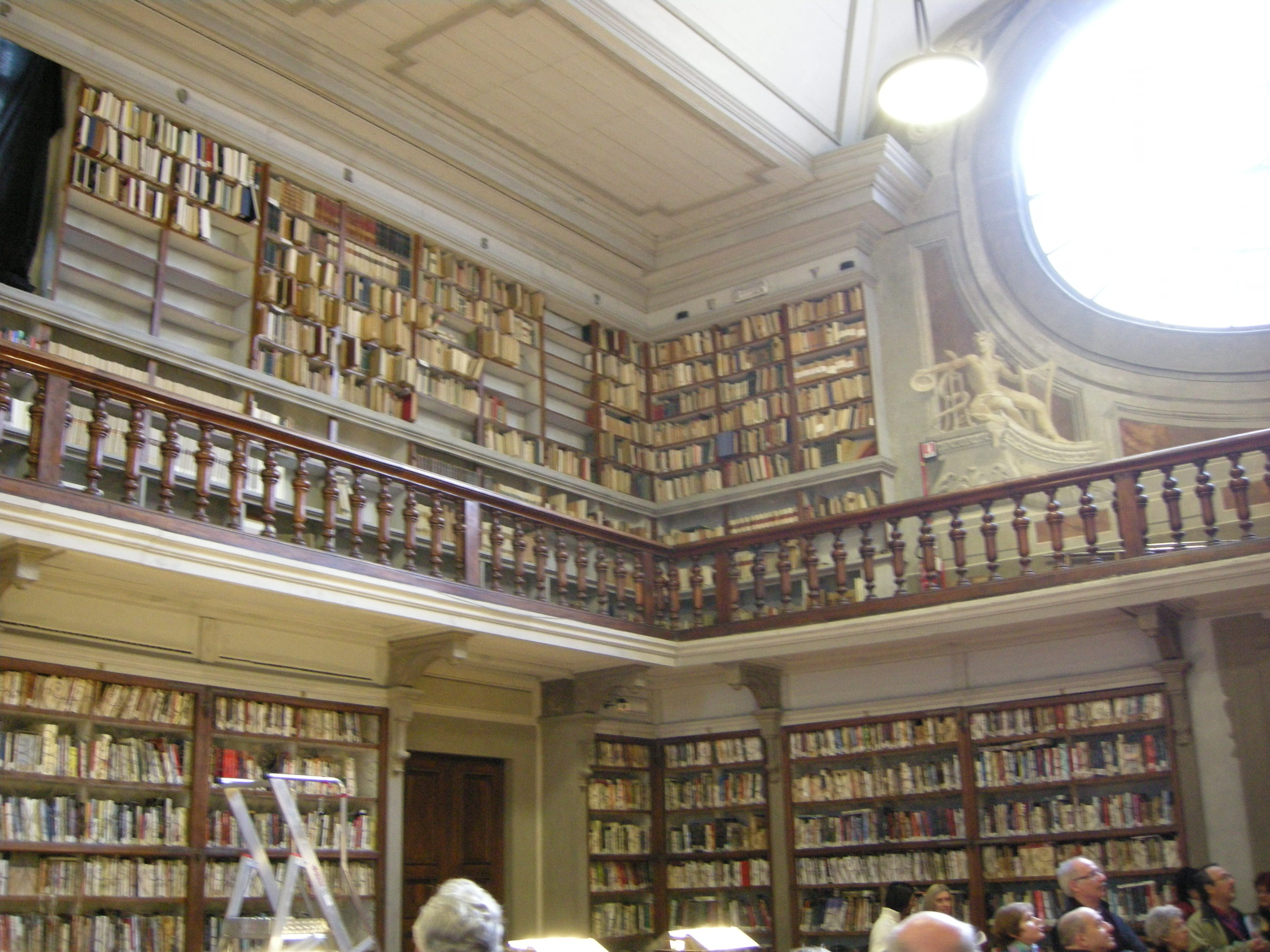
Biblioteca degli uffizi

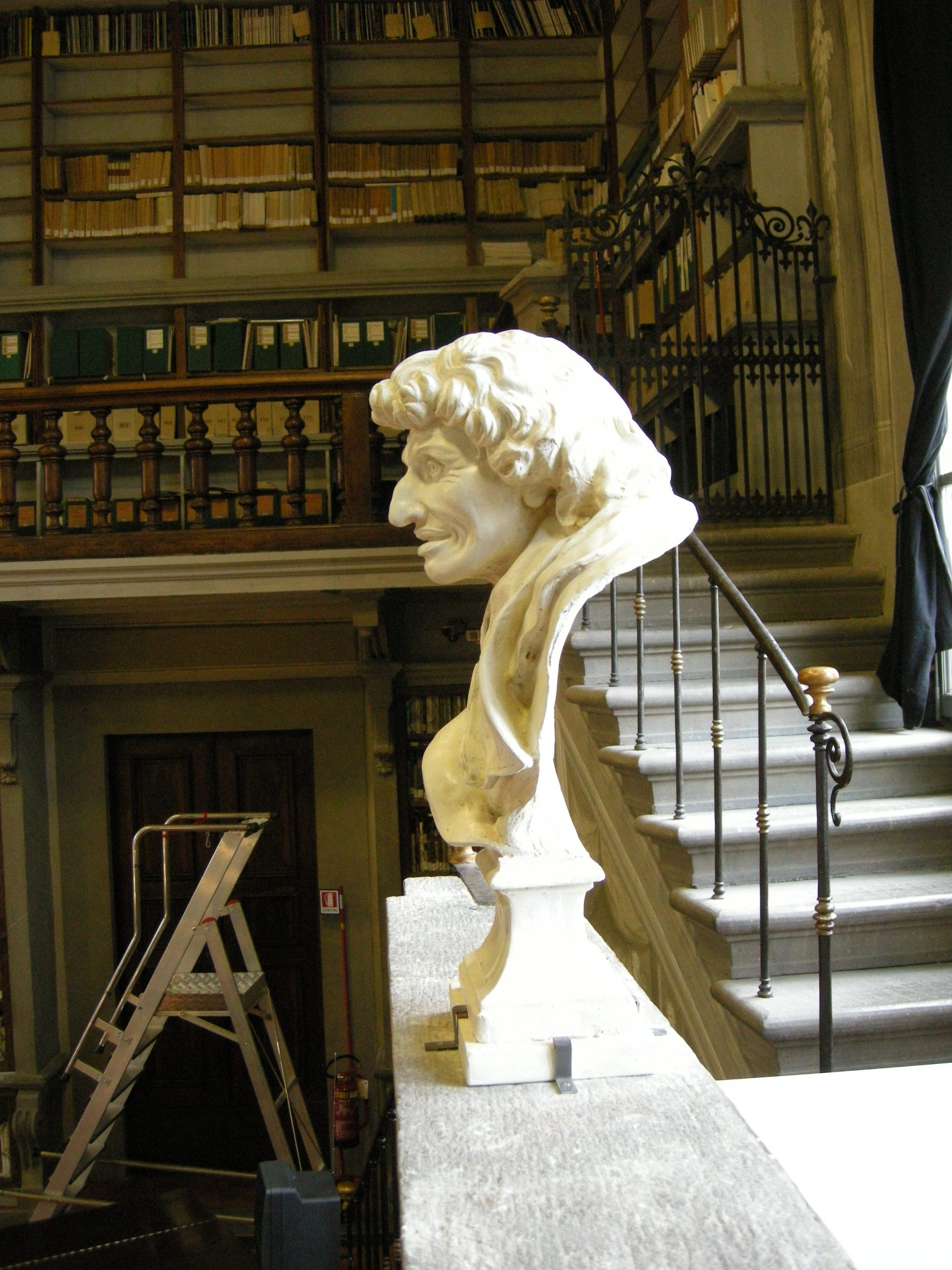
Busto di Antonio Magliabechi

## Storia
La Biblioteca Magliabechiana venne aperta al pubblico nel 1747 per volere di Pietro Leopoldo; accoglieva la straordinaria raccolta di Antonio Magliabechi costituita da circa 30.000 volumi lasciati in eredità alla città di Firenze; fu il nucleo originario di quella che sarebbe diventata la Biblioteca Nazionale Centrale di Firenze. Occupava uno spazio, uno stanzone, precedentemente utilizzato per rappresentazioni teatrali noto col nome di Teatrino della Baldracca. L'ingresso era su via dei Castellani, zona a quei tempi malfamata tanto da essere definita quartiere di Baldracca per la presenza di numerose osterie e bordelli. Poteva ospitare circa trecento spettatori, generalmente un pubblico popolare mediamente abbiente, che poteva permettersi di pagare un biglietto d'ingresso. Vi si esibivano gli attori della commedia dell'arte.
Nel 1743 Pietro Leopoldo chiese all'architetto Giovan Battista Foggini di progettare la trasformazione del teatrino affinché potesse ospitare degnamente la biblioteca. Foggini progettò anche le scaffalature e le librerie tuttora presenti. Per circa duecento anni fu frequentata da accademici fiorentini e da illustri studiosi italiani e stranieri che vi si riunivano a pensare, leggere, trascrivere e copiare, fino al 1935, quando venne trasferita nella sede attuale in Piazza dei Cavalleggeri.
Durante il restauro dei locali sono riemersi alcuni affreschi con immagini emblematiche del contrasto fra la cultura e l'antico uso del locale, si vede infatti la Sapienza che scaccia la Lascivia.

## Patrimonio
La biblioteca è specializzata nel settore storico-artistico. Custodisce circa 83.000 documenti, antichi (incunaboli, cinquecentine, libri rari e pregiati) e moderni (cataloghi di mostre, monografie di artisti italiani e stranieri e riviste d'arte). È una fonte preziosa per la storia e la vita della Galleria degli Uffizi; contiene inoltre importanti fondi archivistici che comprendono gli inventari storici delle collezioni dei musei statali fiorentini; uno dei più rilevanti è costituito dai manoscritti autografi di Guido Carocci ricchi di notizie sulla Firenze medievale prima del risanamento urbanistico di fine '800.
Notevole anche la sezione dei carteggi fra cui alcune lettere di Vasari, altre lettere, arricchite da disegni, dei pittori macchiaioli come Cristiano Banti, Giovanni Fattori, Giuseppe Abbati, Silvestro Lega, Telemaco Signorini, Odoardo Borrani, ecc. Inoltre sono presenti diverse edizioni del Libro dell'arte o Trattato della pittura (Roma 1821 e Firenze 1859) di Cennino Cennini; De architectura di Vitruvio del 1535; le Vite del Vasari presenti nella prima rarissima edizione del 1550, nella seconda del 1568 e in molte altre, fino ai nostri giorni; le Ricordanze autografe di Neri di Bicci.